# بلاند سيمبسون
بلاند سيمبسون (بالإنجليزية: Bland Simpson)‏ (16 أكتوبر 1948)؛ عازف بيانو وروائي أمريكي.